# Otto von Below
Otto Ernst Vincent Leo von Below (Danzigue, 18 de janeiro de 1857 — 15 de março de 1944) foi um general prussiano no Exército Imperial Alemão durante a Primeira Guerra Mundial. Ficou conhecido pela notável vitória alemã na Batalha de Caporetto, onde aplicou as novas táticas de infiltração.

## Primeira Guerra Mundial
Durante a Primeira Guerra Mundial, Below participou de várias frentes de batalha e serviu com comandante na Batalha de Gumbinnen, Batalha de Tannenberg, primeira e segunda Batalha dos lagos da Masúria e participou das campanhas da Macedônia (1916).
Entretanto sua participação mais destacável deve-se à Batalha de Caporetto onde comandou as divisões alemãs e austro-húngaras do XIV Exército, e derrotou o exército italiano comandado pelo general Luigi Cadorna, em outubro e novembro de 1917.
Transferido para a frente ocidental, assumiu o comando do XVII Exército e participou da ofensiva alemã da primavera, no final de março de 1918, enfrentando o fortalecido Exército Britânico em Arras.
Ao final do conflito comandava o I Exército, e realizou o retraimento das forças alemãs para a linha preparada para a defesa final do território alemão.
Aposentou-se em 1919.

## Honrarias
- Pour le Mérite[1]